# Vitalij Lukin
Vitalij Lukin (14 settembre 1960) è un regista sovietico e russo.

## Filmografia parziale

### Regista
- Čёrnaja akula (1993)
- Proryv (2006)